# Kryonéri (ort i Grekland, Östra Makedonien och Thrakien)
Kryonéri (Kryoneri) är en ort i Grekland.   Den ligger i prefekturen Nomós Kaválas och regionen Östra Makedonien och Thrakien, i den nordöstra delen av landet, 300 km norr om huvudstaden Aten. Kryonéri ligger 199 meter över havet och antalet invånare är 690.
Terrängen runt Kryonéri är huvudsakligen kuperad, men åt sydväst är den platt.  Närmaste större samhälle är Kavála, 9,8 km söder om Kryonéri. == Kommentarer ==
1. ↑  Framräknat ur variansen i alla höjduppgifter (DEM 3") från Viewfinder Panoramas, inom 10 km radie.[2] Mer om algoritmen finns här: Användare:Lsjbot/Algoritmer.